# Rio Cavernoso
Rio Cavernoso är ett vattendrag i Brasilien.   Det ligger i delstaten Paraná, i den södra delen av landet, 1 200 km söder om huvudstaden Brasília.
I omgivningarna runt Rio Cavernoso växer huvudsakligen savannskog. Runt Rio Cavernoso är det ganska glesbefolkat, med 23 invånare per kvadratkilometer.